# Basalt, Idaho
Basalt är en ort i Bingham County i Idaho. Vid 2010 års folkräkning hade Basalt 394 invånare.